# Bugatti Veyron
Bugatti Veyron EB 16.4 je visokosposobni športni avtomobil, francoskega proizvajalca Bugatti Automobiles S.A.S.. Poganja ga 1001 konjski W16 motor z delovno prostorino 8 litrov. Motor ima štiri turbopolnilnike. Vsak valj (od 16ih) ima štiri ventile.
Veyron je najhitrejši serijsko proizvajan avtomobil s 432 km/h. Ima posebej zasnovane run flat pnevmatike  Michelin PAX za visoko hitrost. 
Koeficient zračnega upora je Cd=0,41 (normalno) and Cd=0,36 (v nizkem položaju), sprednji presek je 2,07 m2. Produkt koeficienta in preseka je CdA=0,74 m2.
Britanski TV program ga je poimenoval avto desetletja (2000-2009). Do 6. avgusta 2014 so zgradili okrog 405 avtomobilov in imajo še precej naročil.
Bugatti Veyron 16.4 Grand Sport Vitesse ima 1200 konjski (880 kW)motor. Največji navor je 1500 N·m (1100 lb·ft) pri 3000-5000 obratov na minuto. Do 100 km/h pospeši v 2,6 sekunde.

## Specifikacije
- Širina med osema: 2710 mm (106,7 in)
- Dolžina: 4462 mm (175,7 in)
- Širina:1998 mm (78,7 in)
- Višina: 1159 mm (45,6 in)
- Teža: 1888 kg (4162 lb)